# Ceratophyus hoffmannseggi
Ceratophyus hoffmannseggi es una especie de coleóptero de la familia Geotrupidae.

## Distribución geográfica
Habita en el paleártico: la península ibérica y el Magreb.